# Kurzschwanz-Bürstenhaarmaus
Die Kurzschwanz-Bürstenhaarmaus (Lophuromys brevicaudus) ist ein mit mehreren disjunkten Populationen im zentralen Äthiopien verbreitetes Nagetier in der Gattung der Bürstenhaarmäuse. Die Population wurde zeitweilig in die Gelbflecken-Bürstenhaarmaus (Lophuromys flavopunctatus) eingeordnet.

## Merkmale
Erwachsene Tiere werden ohne Schwanz 96 bis 134 mm lang, die Schwanzlänge liegt bei 50 bis 66 mm und das Gewicht variiert zwischen 29 und 60 g. Es sind 19 bis 22 mm lange Hinterfüße und 15 bis 19 mm lange Ohren vorhanden. Im Gegensatz zu vielen anderen Gattungsvertretern ist die gesprenkelte Oberseite nicht rotbraun, sondern grau. Unterseits ist cremefarbenes Fell vorhanden und die sechs Zitzen der Weibchen sind paarig angeordnet. Der diploide Chromosomensatz besteht aus 68 Chromosomen (2n=68).

## Verbreitung und Lebensweise
Die Art wurde in verschiedenen Schutzgebieten im äthiopischen Hochland registriert. Sie hält sich in Savannen, anderen Grasflächen und Heidelandschaften auf, in denen die Gattungen Heidekräuter und Johanniskräuter dominieren. Alle Funde fanden oberhalb 2400 Meter Höhe statt.
Mit 2 bis 3 Embryos trächtige Weibchen sind vom Ende der Trockenperiode und zu Beginn der Regenzeit bekannt. Die Kurzschwanz-Bürstenhaarmaus zeigt kein aggressives Verhalten zu Artgenossen. Sie kann zu allen Tageszeiten aktiv sein.

## Gefährdung
Nur in den Nationalparks Bale-Mountains und Arsi-Mountains kommen keine intensive Weidewirtschaft und keine Brandrodungen vor. Das Verbreitungsgebiet ist jedoch mit 20.000 bis 33.700 km² für alle Reviere zusammen recht groß. Die IUCN listet die Art in der Vorwarnliste (near threatened).